# Гуджешть (комуна)
Гуджешть, Гуджешті (рум. Gugești) — комуна у повіті Вранча в Румунії. До складу комуни входять такі села (дані про населення за 2002 рік):
- Гуджешть (5773 особи) — адміністративний центр комуни
- Оряву (597 осіб)

Комуна розташована на відстані 149 км на північний схід від Бухареста, 15 км на південь від Фокшан, 72 км на захід від Галаца, 118 км на схід від Брашова.

## Населення
За даними перепису населення 2002 року у комуні проживали 6370 осіб.
Національний склад населення комуни:
| Національність   | Кількість осіб | Відсоток |
| ---------------- | -------------- | -------- |
| румуни           | 6324           | 99,3%    |
| цигани           | 44             | 0,7%     |
| угорці           | 1              | < 0,1%   |
| росіяни-липовани | 1              | < 0,1%   |

Рідною мовою назвали:
| Мова      | Кількість осіб | Відсоток |
| --------- | -------------- | -------- |
| румунська | 6369           | > 99,9%  |
| угорська  | 1              | < 0,1%   |

Склад населення комуни за віросповіданням:
| Релігія       | Кількість осіб | Відсоток |
| ------------- | -------------- | -------- |
| православні   | 6301           | 98,9%    |
| п'ятдесятники | 37             | 0,6%     |
| адвентисти    | 14             | 0,2%     |
| бретрени      | 8              | 0,1%     |
| старообрядці  | 4              | 0,1%     |
| римо-католики | 3              | < 0,1%   |
| реформати     | 1              | < 0,1%   |